# Momčilo Gavrić
Momčilo Gavrić (Tiếng Serbia: Момчило Гаврић; 1 tháng 5 năm 1906 – 28 tháng 4 năm 1993) là một người lính Serbia trong Thế chiến thứ nhất. Ông được ghi nhận là người lính trẻ nhất tham gia Thế chiến thứ nhất.

## Tiểu sử
Ông sinh tại Trbušnica, gần Loznica, trên sườn núi Gučevo, là con thứ tám của ông bà Alimpije và Jelena Gavrić trong một gia đình có 11 người con.

### Thế chiến thứ nhất
Khi Thế chiến thứ nhất nổ ra vào tháng 8 năm 1914, lính Áo-Hung đã tàn sát gia đình ông bao gồm cha, mẹ, bà, ba người chị (em) gái và bốn người anh (em) trai. Nhà ông cũng bị đốt cháy. Ông sở dĩ còn sống sót do trước đó cha ông đã gửi ông đến nhà một người chú nên không có ở nhà vào thời điểm đó.
Không còn gia đình và cả nơi trú thân, Momčilo tìm đến Sư đoàn Pháo binh số 6 của quân đội Serbia gần Gučevo vào thời điểm đó. Thiếu tá Stevan Tucović đã đồng ý nhận Gavrić vào đơn vị của mình sau khi nghe Gavrić kể lại những gì đã xảy ra và cắt cử Miloš Mišović, một người lính trong đơn vị, làm nhiệm vụ chăm sóc cho Gavrić. Ngay trong đêm hôm đó, Gavrić đã lập công báo thù bằng cách chỉ điểm cho đơn vị của ông vị trí của lính Áo-Hung để tiến hành pháo kích (theo như lời kể của người con trai của ông là Branislav Gavrić trong một cuộc phỏng vấn).
Sau Trận Cer, Gavrić khi đó mới 8 tuổi được chỉ huy trưởng đơn vị phong hàm Hạ sĩ (kaplar) và cấp cho quân phục. Khi đơn vị của ông di chuyển đến Thessaloniki, Thiếu tá Tucović đã đưa ông đến Amyntaio, nơi ông được học trong thời gian ngắn bốn cấp lớp tiểu học.
Tại Kajmakčalan, Thống chế Mišić cực kỳ ngạc nhiên khi thấy một đứa bé trai mười tuổi với bộ quân phục trong chiến hào. Thiếu tá Tucović giải thích trường hợp của Gavrić cho ngài thống chế rằng Gavrić đã gắn bó với đơn vị từ Trận Cer, đã được huấn luyện kỷ luật quân đội và từng bị thương trong thời gian ở đơn vị. Thống chế Mišić đã phong Gavrić quân hàm podnarednik (Lance Sergeant) và lệnh phong quân hàm này đã được đọc cho cả đơn vị nghe.

### Cuộc sống sau chiến tranh
Sau khi Belgrade được giải phóng, Thiếu tá Tucović gửi Gavrić sang Anh theo chương trình trợ giúp cô nhi Serbia do hậu quả chiến tranh. Ông hoàn thành chương trình học tại trường Henry Wreight ở Faversham, Kent (bây giờ là trường Queen Elizabeth's Grammar), tốt nghiệp vào năm 1921. Ông trở về Serbia trong cùng năm, sau khi Thủ tướng Serbia Nikola Pašić ra lệnh hồi hương toàn bộ các trẻ em nói trên về Serbia. Tại Trbušnica, ông đã được gặp lại ba người anh em cũng sống sót sau cuộc thảm sát năm 1914.
Theo người con của ông là Branislav kể lại, Momčilo Gavrić đã có vấn đề rắc rối với luật pháp vào năm 1929. Ông đang làm việc tại Šabac và Belgrade khi ông đến tuổi quân dịch và khi tập trung tại trại lính ở Slavonska Požega, ông báo cáo đã phục vụ quân đội trong thời chiến, đã từng bị thương và còn nhận huy chương Triệt thoái Albania. Tuy nhiên những người Croatia trong Quân đội Hoàng gia Nam Tư đã buộc Gavrić phải ký xác nhận rằng là ông đang nói dối. Gavrić từ chối và do đó phải ngồi tù hai tháng.
Sau khi phải phục vụ quân ngũ lần nữa, ông trở về Belgrade, nơi ông học thiết kế đồ họa và có bằng lái xe. Sau đó ông kết hôn với bà Kosara, hai vợ chồng cùng làm tại nhà máy giấy Vapa.
Branislav còn nói thêm rằng trong thời kỳ Thế chiến thứ hai, Momčilo đã bị lính Đức chiếm đóng Nam Tư bắt giữ hai lần. Sau chiến tranh, ông lại bị chính quyền Nam Tư bắt do tuyên bố người Albania không bao giờ là anh em với người Serb và ông đã "thấy rõ thứ tình anh em ấy khi người Albania giết hại người Serb vào năm 1915", mà vào thời điểm đó Nam Tư và Albania đang có quan hệ ngoại giao tốt thông qua quan hệ cá nhân giữa Josip Broz Tito và Enver Hoxha.
Momčilo Gavrić mất tại Beograd vào năm 1993. Bia tưởng niệm của ông được đặt tại đảo Korfu và Bảo tàng Jadar tại Loznica.

## Thư viện ảnh
- Ảnh Momčilo Gavrić thời Thế chiến thứ nhất.
- Momčilo Gavrić và các người lính Serbia khác.
- Ảnh chụp tốt nghiệp chụp tại Faversham, Kent vào năm 1921.
- Ảnh chụp Momčilo Gavrić trong bộ quân phục sau chiến tranh.